# Belutschische Sprache

Ungefähres Verbreitungsgebiet des Belutschi (rot) nach Daten der CIA 1980

Die belutschische Sprache, (بلۏچی) auch Belutschi, oder anglisiert Beluchi, das Beluchische, Baluchi und Balochi genannt, ist eine Sprache im indoiranischen Sprachzweig aus der Untergruppe der iranischen Sprachen.
Sie gehört der südlichen, im Makran gesprochenen Nordwestgruppe der iranischen Sprachfamilie an und kann nach sprachgenetischen Kriterien damit auf ähnliche Wurzeln zurückgeführt werden wie das Kurdische.
Belutschi wird von etwa sechs Millionen Menschen gesprochen. Neben Belutschen sprechen auch Bevölkerungsgruppen in deren Umkreis Belutschisch, jedoch meist nur als Zweitsprache.

## Schrift
Belutschisch wurde erst relativ spät, im 20. Jahrhundert, verschriftet, wobei vor allem modifizierte arabische Schriftsysteme entwickelt wurden, vereinzelt auch Schriftsysteme auf der Grundlage der lateinischen oder der kyrillischen Schrift zur Anwendung kamen.